# Värmeledningsförmåga
Värmeledningsförmåga (även termisk konduktivitet, värmekonduktivitet eller specifik värmeledningsförmåga) är egenskapen hos ett material att leda värme.
Enligt Fouriers lag är värmeflödet J (mängden värmeenergi som passerar på en tidsenhet) genom en stav eller en plåt proportionellt mot tvärsnittsarea S och mot temperaturskillnaden mellan den kalla och den varma sidan ΔT och omvänt proportionellt mot stavens längd (eller plåtens tjocklek) Δx: 
{\displaystyle J=\kappa \ {\frac {S\cdot \Delta T}{\Delta x}}}.
I denna formel är {\displaystyle \kappa } värmeledningsförmågan. Den mäts i SI-enheten W·m-1·K-1 (watt per meter och kelvin).
I metaller beskriver Wiedemann-Franz-lagen proportionaliteten mellan värmeledningsförmåga och elektrisk ledningsförmåga. De flesta elektriska isolatorer är också värmeisolerande. Det finns dock undantag, såsom diamant som har hög värmeledningsförmåga, mellan 1000 och 2600 W·m-1·K-1 (högre än koppar). Aluminiumoxid (safir) är ett annat exempel på ett hårt, isolerande, material med hög ledningsförmåga. 
| Ämne                         | Värmeledningsförmåga W·m-1·K-1 |
| ---------------------------- | ------------------------------ |
| Silver                       | 427                            |
| Koppar                       | 398                            |
| Guld                         | 315                            |
| Aluminium                    | 238                            |
| Mässing                      | 111                            |
| Järn                         | 80                             |
| Platina                      | 70                             |
| Stål 0,5-1,5% C              | 35-55                          |
| Invar                        | 16                             |
| Rostfritt stål 18% Cr, 8% Ni | 16                             |
| Vismut                       | 8,5                            |
| Betong                       | 1,7                            |
| Is                           | 2,2                            |
| Glas                         | 1                              |
| Vatten                       | 0,6                            |
| Ull                          | 0,050                          |
| Mineralull                   | 0,035-0,045                    |
| Cellplast                    | 0,037                          |
| Luft                         | 0,026                          |

Värmeledningsförmågan ändras med temperaturen. För de flesta ämnen minskar den något med stigande temperatur. Den påverkas även av omgivande tryck, speciellt för gaser.

## Värmekonduktivitet i byggsektorn
För byggnadsmaterial anges isoleringsförmågan som värmekonduktivitet. I detta sammanhang betecknas storheten med λ och kallas därför ofta lambdavärde. Om till exempel cellplastisolering eller mineralull har lambdavärdet 37 motsvarar detta 0,037 Watt i värmeförlust per kvadratmeter om isoleringen är 1 meter tjock och det är en grads skillnad inne och ute. För en 10 cm tjock väggisolering och med 20 graders temperaturskillnad blir värmeförlusten 200 gånger större, alltså 7,4 Watt per kvadratmeter.